# Joseph Armand von Nordmann
Joseph Armand von Nordmann (* 31. August 1759 in Molsheim im Elsass; † 6. Juli 1809 in Wagram) war ein französischer Oberst, der als Gegner der Revolution in kaiserliche Dienste trat und 1809 als österreichischer Feldmarschallleutnant bei Wagram gefallen ist. 

## Leben
Er begann seine Laufbahn im französischen Heer, in dem er 1792 zum Oberst vorgerückt war und ein Husarenregiment kommandierte. Empört über die Hinrichtung Ludwigs XVI. trat er mit dem größten Teil seines Regiments zu den Österreichern über. 
Als Oberstleutnant wurde er in die „Legion Bourbon“ übernommen und später in das Husarenregiment Nr. 10 versetzt. Mit diesem zeichnete er sich 1799 bei Stockach und Andelfingen aus, worauf ihm bald das Kommando des Dragonerregiments Nr. 14 übertragen und er wieder zum Oberst befördert wurde. 1805 war er bereits Generalmajor und Brigadekommandant in Italien. 

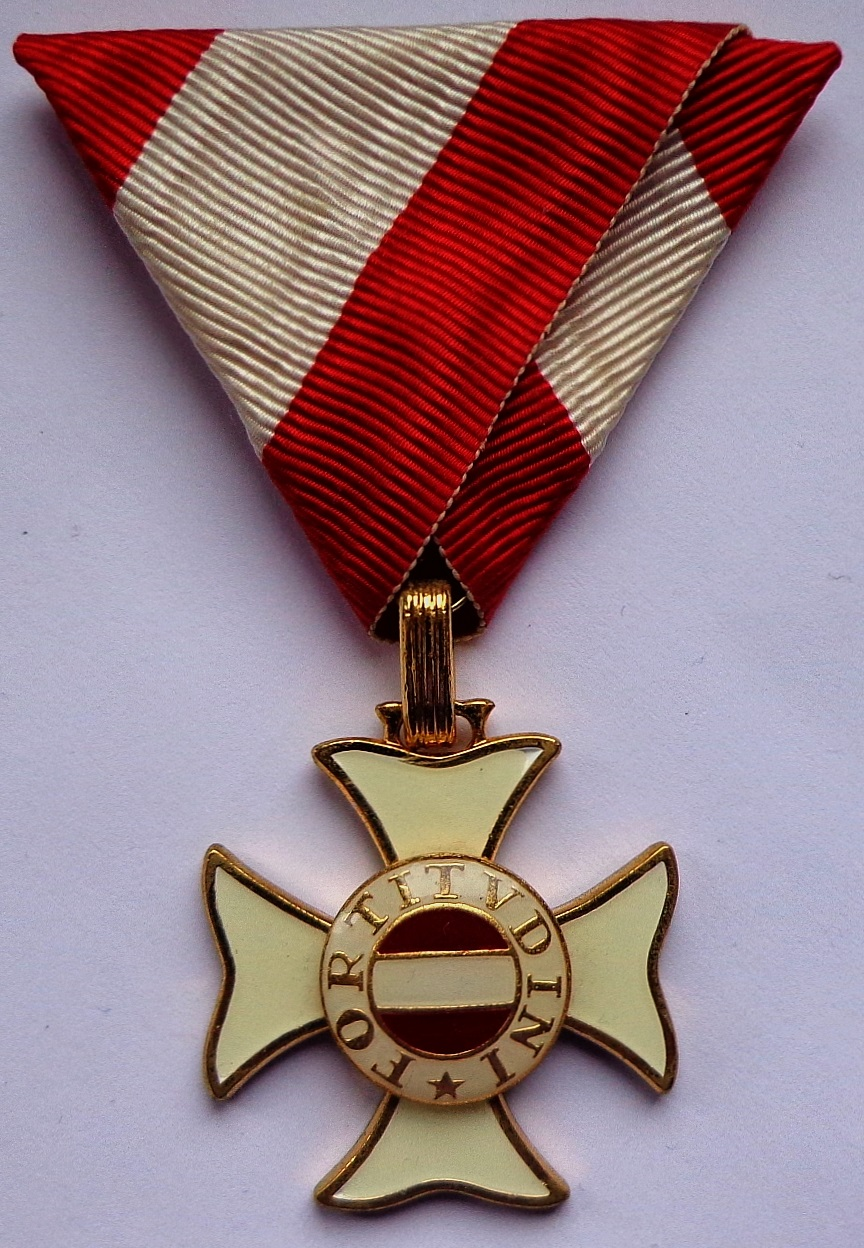
Ritterkreuz des Militär-Maria-Theresien-Ordens

Am 31. Oktober 1805 erwarb er sich in der Schlacht bei Caldiero den Militär-Maria-Theresien-Orden. Als Feldmarschallleutnant zeichnete er sich 1809 erneut bei der Schlacht bei Aspern aus. In der Schlacht bei Wagram fiel er im Kampf um Markgrafneusiedl an der Spitze seiner Truppe. 
Zu seinem Gedächtnis hat die Stadt Wien im XXI. Bezirk eine Straße Nordmanngasse genannt.

## Ehrungen
Der Ausmusterungsjahrgang 2027 der Theresianischen Militärakademie wählte Nordmann als den Jahrgangspatron.